# محمود التبريزي
محمود بن محمد التبريزي (ت. 1270 هـ / 1853 م). هو رجل دين ومتكلِّم شيعي إيراني (آذري) مشهور بلقب نظام العلماء، وهو من أعلام المدرسة الشيخيَّة إذ أنه من أبرز تلامذة أحمد بن زين الدين الأحسائي، وقد كتب عددًا من الكتب يهاجم فيها الصوفيَّة، ويدافع عن أستاذه الأحسائي. وقد حصل على إجازة رواية من أستاذه الأحسائي.
وبالإضافة للمناقشات والردود له مع الصوفيَّة ومعارضي الشيخيَّة من الشيعة فإنَّ له مناظرات ومناقشات موثّقة في بعض الكتب مع الطوائف الدينيَّة الأخرى كالسنَّة، والبابية التي قد تصدّى لمحاربتها، حيث عاصر فترة ظهور الدعوة البابيَّة، وتصدّى لمحاربتها مع عدد كبير من رجال الدين الشيخيَّة وعموم رجال الدين الشيعة الإثني عشريَّة آنذاك، في حين آمن بالباب عدد قليل من المحسوبين على أتباع الأحسائي كملا حسين بشروئي. وقد وثَّق التبريزي جمع من رجاليي الشيعة كآغا بزرگ الطهراني،(1) وغيره.
ترجم له محمد رضا النصيري ترجمة مختصرة في كتابه اثر آفرينان، قال فيها ما تعريبه: «مؤلف وأديب، ملقب بنظام العلماء. وكان معلم ناصر الدين شاه القاجاري، وكان من علماء الشيخية في أذربيجان».(2) كما ترجم له محمد علي المدرِّس التبريزي في ريحانة الأدب في تراجم المعروفين بالكنية أو اللقب ولم يزد شيئاً في ترجمته.
وأمَّا آغا بزرگ الطهراني في طبقات أعلام الشيعة، فقد ترجم له في موضعين؛ ذكره في أحدها باسم محمود بن محمَّد التبريزي الخوئي، ونسب إليه بعض المؤلَّفات؛ غير أنَّ مهمِّش الكتاب نبَّه على كون ذلك اشتباهاً بشخصٍ آخر،(3) وأمَّا في ترجمته الأخرى فقد اكتفى بذكر رسالة الأخلاق وتعريف محتواها.
ينتسب التبريزي لمدينة تبريز التي كانت فيها ولادته وإن لم تسجل المصادر التاريخيَّة سنة ولادته فإنها كانت في العصر القاجاري، وقد نشأ بتبريز وارتحل إلى الري، وعمل في خدمة السلطان القاجاري محمد شاه، حيث كان من المقربين منه، وكان معلماً لابنه ناصر الدين شاه حين كان ولي عهد الدولة.

## مؤلّفاته
من مؤلَّفاته المذكورة في موسوعة الذريعة وترجمته في كتاب تراجم الرجال:
| - الشهاب الثاقب في رد النواصب. بالفارسيَّة عنوانه الأصلي شهاب ثاقب در رد نواصب. ويقع في مقدمة في بيان أحاديث النبي محمد عن علي بن أبي طالب، وثلاث أبواب؛ أوَّلها في قضيَّة فدك، وثانيها في أحوال المأمون العبَّاسي وأسباب ميله للتشيُّع، وثالثها في قضيَّة الغدير، وخاتمة في أحوال عائشة. - الأخلاق. ذكر الطهراني هذه الرسالة بعنوان أخلاق نظام العلماء، وقال في طبقات أعلام الشيعة أنَّه «بدأ فيها بمعرفة النفس ثمَّ بحفظ صحَّتها بالجوع والصوم والصمت، وذكر بعده أسرار الصوم وحكمه» إلى آخر ما قاله. - التحفة المحقرة. - الرد على الرادين على الأحسائي. - شرح رسالة العلم. شرح لكتاب رسالة العلم لأستاذه الأحسائي. - شفاء القلوب. | - نقض الصحيفة. - شرح العوالم. - مصابيح المستخير ومفاتيح المستشير. - أصول الدين. - صحت خواب. - شمايل ناصرى. بالفارسيَّة في أحوال ناصر الدين شاه القاجار والإشادة به والحط من وزراءه. |

## الهوامش
- 1 - قال آغا بزرگ الطهراني في ذكره لكتاب الشهاب الثاقب في رد النواصب في موسوعته الذريعة إلى تصانيف الشيعة: «كان جامعاً للمعقول والمنقول وكان معلم السلطان ناصر الدين شاه»، ثم قال: «وقد وقفت كتبه بعد موته في سنة 1272 كما فصَّلنا ترجمته في الكرام البررة».[8]
- 2 - النصِّ الفارسي للعبارة المقتبسة كما جاء في المصدر: «نويسنده و اديب. ملقب به نظام العلماء. وى معلم ناصر الدين شاه قاجار واز علماى شيخيه آذربايجان بود».[12]

- 3 - قال المهمِّش لموسوعة طبقات أعلام الشيعة في ذلك الموضع: «هذه المؤلَّفات للشيخ (محمود بن محمد الخوئي التبريزي المعروف بالأصولي) المتوفَّى سنة (1314 هـ)، وليس لصاحب الترجمة الذي لم يُوصف في سائر المصادر بـ(الخوئي)».[6]